# Bernadette Zurbriggen
Bernadette Zurbriggen (ur. 30 sierpnia 1956 w Saas-Grund) – szwajcarska narciarka alpejska.

## Kariera
W zawodach Pucharu Świata zadebiutowała 3 grudnia 1971 roku w Sankt Moritz, zajmując 30. miejsce w zjeździe. Pierwsze punkty (do sezonu 1977/1978 punkty zdobywało 10 najlepszych zawodniczek) wywalczyła 25 lutego 1972 roku w Crystal Mountain, gdzie zajęła czwarte miejsce w tej samej konkurencji. Na podium zawodów tego cyklu pierwszy raz stanęła 18 grudnia 1971 roku w Sestriere, kończąc rywalizację w gigancie na drugiej pozycji. W zawodach tych rozdzieliła Austriaczkę Annemarie Moser-Pröll i swą rodaczkę Marie-Theres Nadig. W kolejnych startach jeszcze 41 razy stawała na podium, odnosząc przy tym dziesięć zwycięstw: 7 marca 1973 roku w Anchorage, a 15 stycznia 1975 roku w Schruns, 31 stycznia 1975 roku w Chamonix, 3 grudnia 1975 roku w Val d’Isère, 8 stycznia 1976 roku w Meiringen, 22 stycznia 1976 roku w Badgastein i 18 stycznia 1977 roku w Schruns była najlepsza w zjazdach. W sezonie 1975/1976 zajęła czwarte miejsce w klasyfikacji generalnej, a w klasyfikacjach zjazdu i kombinacji była druga. Drugie miejsce w klasyfikacji zjazdu zajęła także w sezonach 1974/1975 i 1978/1979.
Wystartowała na igrzyskach olimpijskich w Sapporo w 1972 roku, gdzie zajęła 7. miejsce w zjeździe, 18. w gigancie, a slalomu nie ukończyła. Podczas rozgrywanych cztery lata później igrzysk w Innsbrucku była siódma w zjeździe, dwunasta w slalomie, a giganta nie ukończyła. Brała także udział w igrzyskach olimpijskich w Lake Placid w 1980 roku, zajmując jedenastą pozycję w zjeździe. Jedenasta w tej konkurencji była też na mistrzostwach świata w Sankt Moritz w 1974 roku i podczas mistrzostw świata w Garmisch-Partenkirchen w 1978 roku.

## Osiągnięcia

### Igrzyska olimpijskie
| Miejsce | Dzień     | Rok  | Miejscowość | Konkurencja | Czas biegu | Strata | Zwyciężczyni          |
| ------- | --------- | ---- | ----------- | ----------- | ---------- | ------ | --------------------- |
| 7.      | 5 lutego  | 1972 | Sapporo     | Zjazd       | 1:36,68    | +2,81  | Marie-Theres Nadig    |
| 18.     | 8 lutego  | 1972 | Sapporo     | Gigant      | 1:29,90    | +4,27  | Marie-Theres Nadig    |
| DSF1    | 11 lutego | 1972 | Sapporo     | Slalom      | 1:31,24    | -      | Barbara Cochran       |
| 7.      | 8 lutego  | 1976 | Innsbruck   | Zjazd       | 1:46,16    | +2,46  | Rosi Mittermaier      |
| 12.     | 11 lutego | 1976 | Innsbruck   | Slalom      | 1:30,54    | +6,64  | Rosi Mittermaier      |
| DNF1    | 13 lutego | 1976 | Innsbruck   | Gigant      | 1:29,13    | -      | Kathy Kreiner         |
| 11.     | 17 lutego | 1980 | Lake Placid | Zjazd       | 1:37,52    | +3,22  | Annemarie Moser-Pröll |

### Mistrzostwa świata
| Miejsce | Dzień     | Rok  | Miejscowość            | Konkurencja | Czas biegu | Strata | Zwyciężczyni          |
| ------- | --------- | ---- | ---------------------- | ----------- | ---------- | ------ | --------------------- |
| 7.      | 5 lutego  | 1972 | Sapporo                | Zjazd       | 1:36,68    | +2,81  | Marie-Theres Nadig    |
| 18.     | 8 lutego  | 1972 | Sapporo                | Gigant      | 1:29,90    | +4,27  | Marie-Theres Nadig    |
| DSF1    | 11 lutego | 1972 | Sapporo                | Slalom      | 1:31,24    | -      | Barbara Cochran       |
| DNF     | 3 lutego  | 1974 | Sankt Moritz           | Gigant      | 1:43,18    | -      | Fabienne Serrat       |
| 11.     | 7 lutego  | 1974 | Sankt Moritz           | Zjazd       | 1:50,84    | +2,65  | Annemarie Moser-Pröll |
| DNF2    | 8 lutego  | 1974 | Sankt Moritz           | Slalom      | 1:34,63    | -      | Hanni Wenzel          |
| 7.      | 8 lutego  | 1976 | Innsbruck              | Zjazd       | 1:46,16    | +2,46  | Rosi Mittermaier      |
| 12.     | 11 lutego | 1976 | Innsbruck              | Slalom      | 1:30,54    | +6,64  | Rosi Mittermaier      |
| DNF1    | 13 lutego | 1976 | Innsbruck              | Gigant      | 1:29,13    | -      | Kathy Kreiner         |
| 11.     | 1 lutego  | 1978 | Garmisch-Partenkirchen | Zjazd       | 1:48,31    | +0,80  | Annemarie Moser-Pröll |
| 35.     | 4 lutego  | 1978 | Garmisch-Partenkirchen | Gigant      | 2:41,15    | +8,51  | Maria Epple           |
| 11.     | 17 lutego | 1980 | Lake Placid            | Zjazd       | 1:37,52    | +3,22  | Annemarie Moser-Pröll |

### Puchar Świata

#### Miejsca w klasyfikacji generalnej
- sezon 1971/1972: 24.
- sezon 1972/1973: 11.
- sezon 1973/1974: 34.
- sezon 1974/1975: 5.
- sezon 1975/1976: 4.
- sezon 1976/1977: 10.
- sezon 1977/1978: 19.
- sezon 1978/1979: 21.
- sezon 1979/1980: 51.

#### Miejsca na podium
1. Mont-Sainte-Anne – 2 marca 1973 (gigant) – 2. miejsce
2. Anchorage – 7 marca 1973 (gigant) – 1. miejsce
3. Val d’Isère – 4 grudnia 1974 (zjazd) – 2. miejsce
4. Schruns – 15 stycznia 1975 (zjazd) – 1. miejsce
5. Chamonix – 31 stycznia 1975 (zjazd) – 1. miejsce
6. Jackson Hole – 11 marca 1975 (zjazd) – 2. miejsce
7. Val d’Isère – 3 grudnia 1975 (zjazd) – 1. miejsce
8. Cortina d’Ampezzo – 16 grudnia 1975 (zjazd) – 3. miejsce
9. Cortina d’Ampezzo – 17 grudnia 1975 (kombinacja) – 3. miejsce
10. Meiringen – 8 stycznia 1976 (zjazd) – 1. miejsce
11. Badgastein – 22 stycznia 1976 (zjazd) – 1. miejsce
12. Kranjska Gora – 25 stycznia 1976 (gigant) – 3. miejsce
13. Copper Mountain – 5 marca 1976 (gigant) – 3. miejsce
14. Garmisch-Partenkirchen – 11 stycznia 1977 (zjazd) – 2. miejsce
15. Schruns – 18 stycznia 1977 (zjazd) – 1. miejsce
16. Val d’Isère – 17 grudnia 1978 (zjazd) – 3. miejsce
17. Meiringen – 17 stycznia 1979 (zjazd) – 3. miejsce
18. Lake Placid – 2 marca 1979 (zjazd) – 3. miejsce

- 7 zwycięstw, 4 drugie i 7 trzecich miejsc.